# ACSUN
Asociación Cultural y Social Uruguay Negro (ACSUN) es una institución cultural uruguaya, fundada el 10 de agosto de 1941, que se dedica a fomentar la visualización de los aportes de los y las afrodescendientes a la identidad uruguaya, movilizándose contra el racismo y la exclusión social. Cuenta con una sede en Montevideo, ubicada en Lorenzo Carnelli 1142, en cuyo interior se encuentra un mural realizado por Ruben D. Galloza. 

## Origen

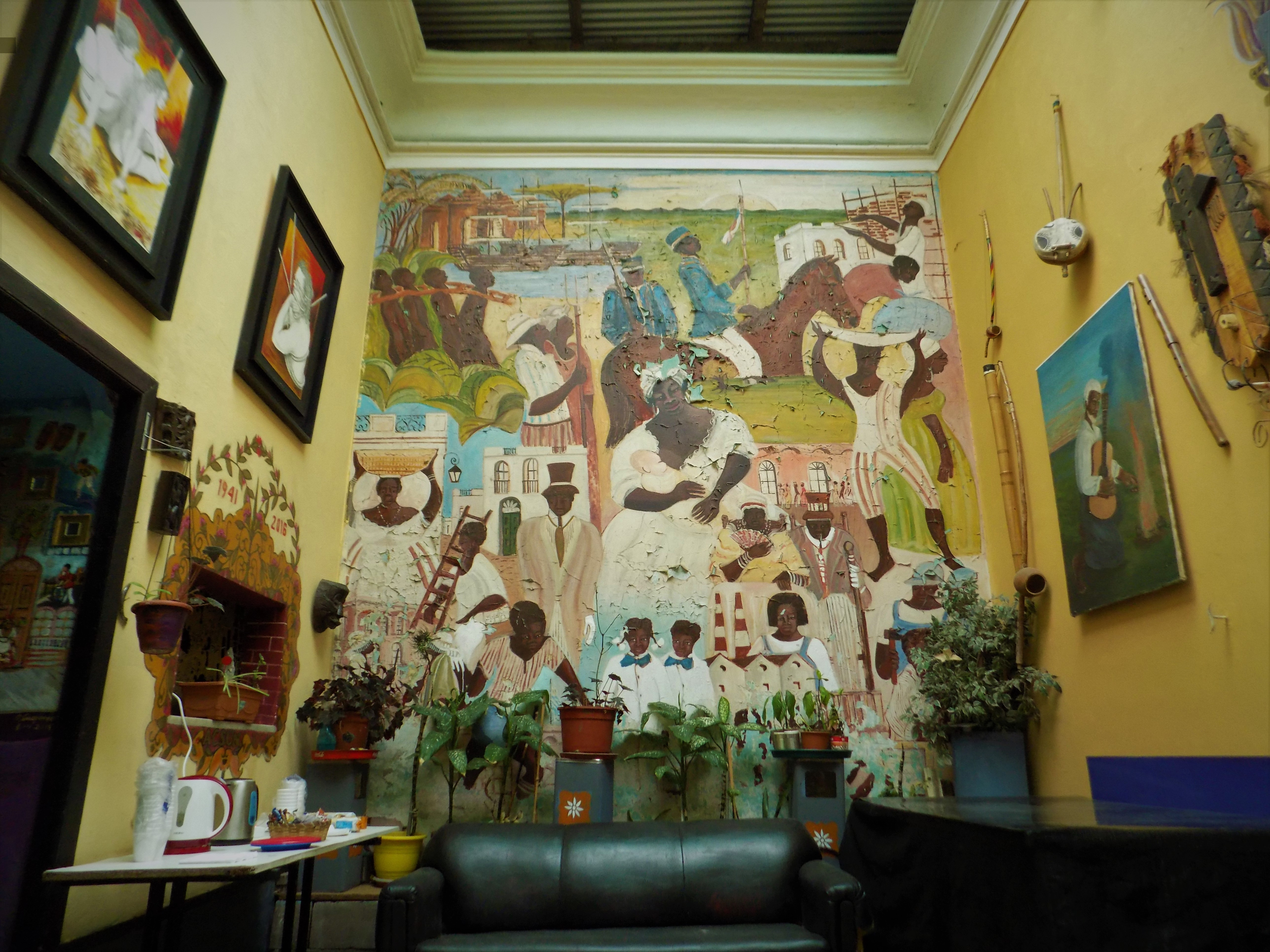
Interior de la sede de ACSUN, con vista del mural

Su nombre original fue Asociación Cultural y Social Uruguay y se fundó para reunir a las familias afrouruguayas que eran excluidas de la vida social del país en las primeras décadas del siglo XX. Comenzaron con bailes y reuniones para luego, con el tiempo, realizar actividades educativas y de colaboración para la comunidad. Entre sus fundadores se encontraban Luis Suárez Peña quien fuera su primer presidente y la activista Amanda Rorra quien ocupó por muchos años su presidencia fomentando el pasaje transgeneracional de las actividades y la continuación de la organización. Para difundir sus ideas y estar en contacto con sus integrantes editó la Revista Uruguay.

## Actividades
En su sede se realizan talleres de candombe, percusión y recientemente otros géneros como folklore.